# Rauch Landmaschinenfabrik

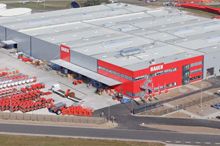
Produktionsstandort Rheinmünster

Die Rauch Landmaschinenfabrik GmbH (Eigenschreibweise: RAUCH) ist ein deutscher Landmaschinenhersteller von Mineraldüngerstreuern, Sämaschinen und Winterdienststreuern mit Sitz in Rheinmünster, Baden-Württemberg.

## Geschichte
Die Rauch Landmaschinenfabrik wurde 1921 als Fabrik für landwirtschaftliche Maschinen Gebrüder Rauch in Sinzheim gegründet. 1936 wurde der erste Rauch-Düngerstreuer entwickelt, 1983 lieferte das Unternehmen den ersten pneumatischen Düngerstreuer aus und 1984 brachte Rauch die erste elektronisch gesteuerte Düngerdosierung auf den Markt. Seit dem Umzug in ein neu gestaltetes Werk am Baden-Airpark im September 2009 befinden sich alle Rauch-Produktionsbereiche unter einem Dach. 2011 erwarb der Schweizer Konzern Bucher Industries eine Minderheitsbeteiligung von 24 Prozent an der Rauch Landmaschinenfabrik. Rund zwei Drittel der Produktion gehen in den Export.
Rauch wird in der vierten und fünften Generation als Familienunternehmen geführt. Das Unternehmen unterstützt die Nachwuchsförderung der Max-Eyth-Gesellschaft Agrartechnik im VDI. 2023 wurde der Sitz des Unternehmens an den Produktionsstandort nach Rheinmünster verlegt.

## Produkte und Entwicklung
Rauch produziert Düngerstreuer (Scheibenstreuer sowie pneumatische Exaktstreuer), Winterdienststreuer und Sämaschinen. Ein weiteres Standbein war bis 1995 der Bau von Obstpressen und Traubenverarbeitungsmaschinen.
Die Rauch Landmaschinenfabrik ist Inhaberin von mehr als hundert Patenten.
Die Entwicklungs- und Konstruktionsabteilung nutzt seit 1985 eine eigene Testhalle zur Erstellung von Streutabellen.
Von 2004 bis 2007 war die Rauch Landmaschinenfabrik Teilnehmer des vom Bundesministerium für Wirtschaft und Technologie geförderten Forschungsprojekts WIN – Wissensmanagement in Informationsnetzwerken. Seit 2009 ist Rauch ordentliches Mitglied im Competence Center ISOBUS zur technischen Weiterentwicklung und internationalen Einführung des Datenübertragungssystems ISOBUS für die Landtechnik
und Projektpartner des Forschungsprogramms IKT 2020 – Forschung für Innovation, das vom Deutschen Forschungszentrum für Künstliche Intelligenz Kaiserslautern koordiniert wird.

## Auszeichnungen
- 2015: Großen Preis des Mittelstandes der Oskar-Patzelt-Stiftung.[13]
- 2020: Innovativ durch Forschung
- 2021: Umwelttechnikpreis Baden-Württemberg in der Kategorie Mess-, Steuer- und Regeltechnik, Industrie 4.0 für das Dosiersystem MultiRate.[14]
- 2023: Großer Preis des Mittelstandes der Oskar-Patzelt-Stiftung

## Standort
- Rheinmünster am Baden-Airpark: Hauptsitz, Produktionsstandort mit Ausbildungszentrum (21 Auszubildende im Jahr 2024)